# ЦВМ-101
ЦВМ-101 (Бортовая цифровая вычислительная машина) — трёхканальный компьютер для вычислительных задач, применяемый в космических аппаратах различных типов. В вычислительной машине применены микросхемы серий 5503ХМ1, 5503ХМ2, 5503ХМ5. Всего 75 микросхем 5 типов. Производится во ФГУП НИИ «Субмикрон». Основное предназначение — выполнение вычислительных операций в масштабе реального времени. Особенностью ЦВМ-101 является отказо-сбоеустойчивость. Данная машина заменила БЦВМ «Аргон-16» разработки НИИ «Аргон» в системе управления кораблей серии Союз ТМА, начиная с Союз ТМА-М.
Впервые «ЦВМ-101» была испытана на транспортном грузовом корабле «Прогресс М-01М».

## Технические характеристики
- Микропроцессор: 1B812 (однокристальный микроконтроллер, RISC ядро). По набору функциональных узлов наиболее близким аналогом является микропроцессор 79R3081E фирмы IDT.
- Регистр-регистр: 24 млн оп/с
- С плавающей запятой: 6 млн оп/с
- Оперативная память: 2 Мбайт
- Программная память: 2 Мбайт
- Условия эксплуатации: ГОСТ РВ 20.39.304- 98 гр.5.5 и 5.3
- Потребляемая мощность: от 40 до 60 Вт
- Напряжение питания: +27; минус 5 В
- Габаритные размеры: 370х236х142 мм
- Масса: 8,5 кг

Внешние интерфейсы:
- Последовательный мультиплексный канал обмена ГОСТ 26765.52-87 (ГОСТ Р 52070-2003, MIL-STD-1553)
- Приём-выдача дискретного сигнала

## Применение
ЦВМ-101 применяется в следующих космических аппаратах:
- «Союз ТМА-М/МС»
- «Прогресс»
- «Кондор»
- «Аркон-2»